# 亨里克·斯滕松
亨利克·斯滕森（瑞典語：Henrik Stenson，1976年4月5日—），生于哥德堡，瑞典職業高爾夫球手。目前主要參加PGA歐洲巡迴賽。

## 生平
1998年轉為職業選手。2006年、2008年参加了萊德盃賽事。

## 外部連結
- 官方網站 （页面存档备份，存于）
- PGA歐洲巡迴賽網站上的介紹
- PGA巡迴賽網站上的介紹